# 西山敬次郎
西山 敬次郎（にしやま けいじろう、1922年10月31日 - 1988年1月15日）は、日本の政治家、通産官僚。自由民主党所属の衆議院議員（当選1回）。

## 来歴・人物
兵庫県出身。1949年、東京大学法学部を卒業。通商産業省に入る。大阪通商産業局長、中小企業庁次長、通商産業省貿易局長などを歴任する。1979年の第35回衆議院議員総選挙で兵庫5区から自民党公認で立候補したが落選。翌1980年の第36回衆議院議員総選挙でも落選。1983年の第37回衆議院議員総選挙で初当選した。1986年の第38回衆議院議員総選挙では選挙区の兵庫5区は「8増7減」の定数是正で減員区となり、議席が3から2に減少した。2議席を自民党の谷洋一と民社党の佐々木良作と争う形になったが西山は落選した。1988年1月15日死去。